# Pomona (California)
Pomona, fundada en 1888, es una ciudad del condado de Los Ángeles en el estado estadounidense de California. En el año 2009 tenía una población de 162.255 habitantes y una densidad poblacional de 2,524.9 personas por km².

## Geografía
La ciudad está situada al sureste del condado de Los Ángeles, sobre el límite occidental del valle de Pomona —que forma parte de la región del Inland Empire— y al este de las colinas de San José y Puente. Pomona puede considerarse también como parte del valle de San Gabriel.
Según la Oficina del Censo de los Estados Unidos, la ciudad tiene un área total de 59,2 km², todos en tierra firme.
Pomona limita con las ciudades de La Verne y Claremont al norte, San Dimas al noroeste, Chino Hills y Diamond Bar al sur, Montclair y Chino al este, y Walnut al suroeste. La frontera entre los condados de Los Ángeles y San Bernardino forma la mayor parte de los límites del sur y del este de la ciudad.

## Historia
La ciudad recibe su nombre de Pomona, la diosa de la fruta en la Antigua Roma. Proporcionado por el horticultor Solomon Gates, "Pomona" fue el nombre ganador en un concurso con el fin de dar nombre a la ciudad. 
En torno a la década de 1880, la llegada del ferrocarril y del agua del valle de Coachella la convirtieron en el ancla occidental de la región de cultivo de cítricos.
Pomona se incorporó oficialmente al condado de Los Ángeles el 6 de enero de 1888. En 2005, los ciudadanos de Pomona eligieron como alcaldesa a Norma Torres, la primera mujer nacida en Guatemala elegida para este cargo fuera de su país natal.

## Demografía
Según el censo estadounidense del año 2000, en Pomona había 149.473 habitantes, 37.855 hogares, y 29.791 familias residiendo en la ciudad. La densidad de población era de 2.526,8 habitantes/km². Había 39.598 viviendas con una densidad media de 669,4/km².
La conformación racial de la ciudad fue de un 41,76% de blancos, un 9,63% de afroamericanos, un 1,26% de nativos americanos, un 7,20% de asiáticos, un 0,21% de isleños del Pacífico, y un 34,93% de otras razas. Los hispanos de cualquier raza conformaban un 64,47% de la población.
Según el censo, había 37.855 hogares de los cuales un 49,8% tenía niños menores de 18 años, un 54,7% eran parejas casadas, un 16,3% tenía a la mujer como sostenedora, sin un marido presente, y un 21,3% no eran familias. El 15,4% de todos los hogares estaba compuesto por un único individuo, y el 5,5% pertenecía a alguien mayor de 65 años viviendo solo. El tamaño medio de los hogares era de 3,82 y el de las familias de 4,22.
La distribución de edad era de un 34,6% de menores de 18 años, un 13% entre 18 y 24, un 30,5% entre 25 y 44, un 15,5% entre 45 y 64, y un 6,4% de 65 años o más. La edad media era de 26 años. Por cada cien mujeres había 102,4 hombres. Por cada 100 mujeres de más de 18 años, había 101,1 hombres.
En 2005 en Pomona había 57.870 personas con empleo. Los principales empleadores incluían el Distrito Escolar Unificado de Pomona, la Universidad Politécnica Estatal de California, Hamilton Sundstrand, el Centro Médico Pomona Valley, el Centro de Rehabilitación Casa Colina, el Centro de Desarrollo Lanterman y un amplio complejo residencial para personas con discapacidades profundas o graves en el desarrollo. 
El ingreso medio por hogar en la ciudad fue de 40.021 dólares, y el ingreso medio por familia, de 40.852 dólares. Los hombres tuvieron un ingreso medio de 30.195 dólares frente a los 26.135 de las mujeres. La renta per cápita en la ciudad fue de 13.336 dólares. En torno a un 17,1% de las familias y un 21,6% de la población se situaron por debajo del umbral de pobreza, incluyendo un 27,4% de menores de 18 años y un 11,7% de personas de más de 65 años.
| 3,634                      | 5,526 | 10,207 | 13,505 | 20,804 | 23,539 | 35,405 | 67,157 | 87,384 | 92,742 | 131,723 | 149,473 | 160,815 |
| (Fuente: [cita requerida]) |       |        |        |        |        |        |        |        |        |         |         |         |

## Educación
La mayor parte de Pomona y algunas áreas en torno a la ciudad reciben el servicio del Distrito Escolar Unificado de Pomona, mientras que parte del área norte de la ciudad está pertenece al Distrito Escolar Unificado de Claremont.
En Pomona se encuentran el Instituto Diamond Ranch (Diamond Ranch High School, en la zona de Phillips Ranch), y los institutos Pomona, Ganesha y Garey. En la ciudad hay una combinación de centros públicos y privados. Hay dos centros privados en el Bulevar Holt: la Escuela de Enseñanza Primaria St. Joseph (St. Joseph Elementary School) y el Instituto Católico de Pomona (Pomona Catholic High School).

### Institutos y universidades
La Universidad Politécnica Estatal de California, Pomona se sitúa al suroeste del cruce entre las autopistas 10 y 57. La Escuela de Artes y Empresa (School of Arts and Enterprise) es una escuela semiautónoma situada entre las avenidas Monterey y Garey.
El Pomona College se fundó en Pomona pero fue posteriormente trasladado a la vecina Claremont (California), tras sólo dos años.

## Ciudadanos conocidos
- Shane Mosley (boxeador)
- Jessica Alba (actriz)
- Kokane (rapero)
- Tom Waits (cantante, compositor y actor)
- Todd Field (actor y director de cine)
- Rozz Williams (cantante original de Christian Death, padre del deathrock)
- Robert Tarjan (científico de la computación)
- Mark McGwire (jugador profesional de béisbol, retirado)
- Jill Kelly (actriz pornográfica)
- Ben Harper (cantante y compositor)
- Lewis y Nelson Winslow (víctimas de los crímenes de Wineville)
- Alejandro Aranda (finalista de American Idol)